# Danh sách Đốc lý Hà Nội
Các đốc lý Pháp của Hà Nội (1885 - 1945):
1. Léandre Salle Xavier: ngày 6 tháng 10 năm 1885 đến ngày 5 tháng 9 năm 1886
2. Charles Leproux: ngày 6 tháng 9 năm 1886 đến ngày 5 tháng 10 năm 1886
3. Charles Halais: ngày 6 tháng 10 năm 1886 đến ngày 18 tháng 7 năm 1888
4. Gilberts Tirant: ngày 19 tháng 7 năm 1888 đến ngày 7 tháng 6 năm 1889
5. Charles Landes: ngày 8 tháng 6 năm 1889 đến ngày 15 tháng 1 năm 1890
6. Paul Defrenel: ngày 16 tháng 1 năm 1890 đến ngày 23 tháng 4 năm 1890
7. Gilberts Tirant: ngày 24 tháng 4 năm 1890 đến ngày 22 tháng 6 năm 1891
8. Laurent Beauchamp: ngày 23 tháng 6 năm 1891 đến ngày 10 tháng 5 năm 1893
9. Frédéric Baille: ngày 11 tháng 5 năm 1893 đến ngày 27 tháng 11 năm 1894
10. Jules Morel: ngày 28 tháng 11 năm 1894 đến ngày 11 tháng 6 năm 1897
11. Antoine Lacaze: ngày 12 tháng 6 năm 1897 đến ngày 1 tháng 9 năm 1898
12. Jules Morel: ngày 2 tháng 9 năm 1898 đến ngày 1 tháng 3 năm 1899
13. Antoine Lacaze: ngày 2 tháng 3 năm 1899 đến ngày 5 tháng 4 năm 1899
14. Frédéric Baille: ngày 6 tháng 4 năm 1899 đến ngày 17 tháng 3 năm 1901
15. Charles Pretre: ngày 18 tháng 3 năm 1901 đến ngày 1 tháng 6 năm 1901
16. Frédéric Mettetal: ngày 1 tháng 6 năm 1901 đến ngày 31 tháng 7 năm 1901
17. Charles Pretre: ngày 1 tháng 8 năm 1901 đến ngày 21 tháng 11 năm 1901
18. Frédéric Baille: ngày 22 tháng 11 năm 1901 đến ngày 31 tháng 3 năm 1903
19. Eugène Doumergue: ngày 1 tháng 4 năm 1903 đến ngày 6 tháng 10 năm 1904
20. Frédéric Mettetal: ngày 7 tháng 10 năm 1904 đến ngày 24 tháng 11 năm 1904
21. Gautret: ngày 25 tháng 11 năm 1904 đến 7-1905
22. Hauser: 7-1905 đến 2-1906
23. Logerot: 2-1906 đến 2-1907
24. Hauser: 2-1907 đến ngày 23 tháng 4 năm 1908
25. De Boisadam: ngày 24 tháng 4 năm 1908 đến ngày 4 tháng 8 năm 1908
26. Logerot: ngày 5 tháng 8 năm 1908 đến ngày 28 tháng 1 năm 1911
27. De Boisadam: ngày 28 tháng 1 năm 1911 đến ngày 9 tháng 1 năm 1912
28. Logerot: ngày 9 tháng 1 năm 1912 đến ngày 24 tháng 2 năm 1915
29. Pierre Pasquier: ngày 24 tháng 2 năm 1915 đến ngày 15 tháng 1 năm 1917
30. Fruteau: ngày 15 tháng 1 năm 1917 đến ngày 7 tháng 2 năm 1917
31. Edmond Jabouille: ngày 8 tháng 2 năm 1917 đến ngày 24 tháng 5 năm 1919
32. Szimanski: ngày 26 tháng 5 năm 1919 đến ngày 18 tháng 7 năm 1921
33. Louis Pech: ngày 18 tháng 7 năm 1921 đến ngày 26 tháng 10 năm 1921
34. Maticu Joseph Mouroux: ngày 26 tháng 10 năm 1921 đến ngày 31 tháng 3 năm 1924
35. Louis Frédéric Eckert: ngày 1 tháng 4 năm 1924 đến ngày 8 tháng 6 năm 1925
36. Paul Dupuy: ngày 9 tháng 6 năm 1925 đến ngày 30 tháng 8 năm 1927
37. Auguste Tholance: ngày 31 tháng 8 năm 1927 đến ngày 8 tháng 5 năm 1929
38. Pierre Abel Delsalle: ngày 8 tháng 5 năm 1929 đến ngày 24 tháng 3 năm 1930
39. Auguste Tholance: ngày 25 tháng 3 năm 1930 đến ngày 2 tháng 12 năm 1930
40. Eugène Guillemain: ngày 3 tháng 12 năm 1930 đến ngày 28 tháng 3 năm 1933
41. Louis Frédéric Eckert: ngày 29 tháng 3 năm 1933 đến ngày 1 tháng 1 năm 1934
42. Henri Virgitti: ngày 1 tháng 1 năm 1934 đến ngày 10 tháng 11 năm 1938
43. Houlie: ngày 11 tháng 11 năm 1938 đến ngày 20 tháng 11 năm 1938
44. Gallois-Montbrun: ngày 21 tháng 11 năm 1938 đến ngày 21 tháng 7 năm 1939
45. Edouard Delsalle: ngày 24 tháng 8 năm 1939 đến ngày 7 tháng 3 năm 1941
46. Camille Chapoulart: ngày 8 tháng 3 năm 1941 đến ngày 29 tháng 9 năm 1942
47. Guiriec Hyacinthe: ngày 30 tháng 9 năm 1942 đến ngày 30 tháng 9 năm 1943
48. De Pereyra: ngày 1 tháng 10 năm 1943 đến ngày 9 tháng 3 năm 1945
49. Maruyama: ngày 10 tháng 3 năm 1945 đến ngày 20 tháng 7 năm 1945
50. Trần Văn Lai: ngày 21 tháng 7 năm 1945 đến ngày 19 tháng 8 năm 1945